# 4-异硫氰基哌啶-1-甲酸叔丁酯
4-异硫氰基哌啶-1-甲酸叔丁酯是一种有机化合物，化学式为C11H18N2O2S。它可由4-氨基哌啶-1-甲酸叔丁酯和1,1'-硫代羰基二咪唑反应制得。它和三光气、氟化银反应，可以得到4-[(氟羰基)(三氟甲基)氨基]哌啶-1-甲酸叔丁酯。